# GISM
G.I.S.M. fue una banda de hardcore punk japonesa, con intensa influencia del heavy metal, formada en Tokio en 1981. El acrónimo G.I.S.M. significaba cosas diferentes según el momento y ocasión; entre las variaciones se encuentran: God In the Schizoid Mind («Dios en la mente esquizoide»), Guerrilla Incendiary Sabotage Mutineer («Amotinador saboteador incenciario de guerrilla»), General Imperialism Social Murder («Asesinato social general del imperialismo») y Gnostic Idiosyncrasy Sonic Militant («Militante sonoro de la idiosincrasia gnóstica»). La banda inicialmente estaba compuesta por el vocalista Sakevi Yokoyama, el guitarrista Randy Uchida, el bajista Kannon y, a la batería, Hiroshima. Randy Uchida empleaba con frecuencia riffs y solos de guitarra propios del heavy metal e integraba elementos de las primeras bandas de música industrial; no obstante, G.I.S.M. fue una de las primeras bandas del hardcore japonés.

## Historia
En 1984, G.I.S.M. publicaron su primer álbum, titulado Detestation, en el sello Dogma Records. Se ha elogiado el disco por la peculiaridad del modo de cantar de Sakevi y la manera de tocar la guitarra de Uchida, inhabituales en la música punk rock. Randy Uchida y Monamour Hiroshima también tocaban, junto a Ronny Wakamats y Michel Hammer, en un grupo paralelo llamado R.U.G. (Randy Uchida Group), que publicó un EP titulado Deathly Fighter en 1984. Cloudy, por su parte, también tocaba el bajo para Front Guerrilla, una banda con cantante femenina y que publicó un EP llamado Fight Back en 1986.
Catorce años después del álbum M.A.N., que se publicó en 1987, G.I.S.M. editaron en 2001 su último álbum en compact disc, titulado SoniCRIME TheRapy. Para entonces, la banda la integraban, aparte de Sakevi y Uchida, Kiichi Takahashi (exvocalista de la banda heavy metal Sabbrabells) al bajo y Ironfist Tatsushima (miembro de los grupos Crow y Die You Bastard!) a la batería. El guitarrista Randy Uchida falleció por cáncer el 10 de febrero de 2001, poco después de publicarse el álbum. G.I.S.M. realizaron dos actuaciones en Tokio en memoria de Uchida y después se disolvieron. En 2002, G.I.S.M. fueron portada en el n.º 49 de Burst Magazine, una revista japonesa underground. Ironfist Tatushima siguió tocando con las bandas Die You Bastard! y Crow, de las que era miembro antes de serlo de G.I.S.M. 
Sakevi continuó realizando collages para su empresa textil "stlTH", que realiza diseños de camisetas. 
Sakevi falleció el 31 de agosto del 2023,
En 1987, Sakevi Yokoyama apareció en la película japonesa Robinson's Garden interpretándose a sí mismo. En la película, ataca a un hombre rastafari por enseñar espiritualidad a los niños. Esta película es el único documento de su «carrera cinematográfica». En julio de 2004, Sakevi publicó un sencillo en solitario, llamado The War, bajo el alias de S.K.V. El sencillo expresa sus opiniones sobre el 11 de septiembre de 2001, la guerra contra el terrorismo y el nuevo orden mundial. Para 2009, se especulaba que el sello Beast Arts reeditaría temas remasterizados de los álbumes de G.I.S.M.

## Imaginería
G.I.S.M. eran bien conocidos por la violencia presente tanto en sus letras como en sus actuaciones en vivo. Sakevi atacó al cantante de Jagatara en la televisión nacional. En el escenario, Sakevi a menudo se vestía llevando un pasamontañas y cinturón de balas, agitando bengalas encendidas delante de las caras de miembros de la audiencia, usando pies de micrófono como porras y atacando de diversas maneras a los asistentes, mientras se proyectaban detrás de él imágenes de la guerra de Vietnam. En el pasado, atacó a fotógrafos por tomar instantáneas de él y se dice que incluso perseguía a la audiencia con un lanzallamas.[cita requerida]
A mediados de los años 1980, Sakevi publicaba un fanzine punk en japonés llamado P.O.W. El acrónimo significaba originalmente «Punk On Wave», pero después pasó a significar «Performance Of War» («espectáculo de guerra»). La revista apoyaba a la escena punk local de Tokio del momento. Sakevi entrevistó también personalmente a los forenses de la Oficina de Forenses de Tokio, escribió a la OLP y también a los prisioneros de guerra (P.O.W., Prisoners of War) de los Frentes Armados Antijaponeses (Anti Japanese Armed Fronts), preguntándoles sus opiniones sobre la muerte. La revista incluía asimismo instrucciones detalladas de diferentes maneras de matar a la gente y mostraba imágenes sobre el modo como se construyen las armas químicas junto a sus espantosas consecuencias. John Duncan, colaborador de la revista que traducía partes de la misma al inglés, asegura que Sakevi atacó a un salaryman en un tren de cercanías de Tokio rociándole con llamas mediante un spray de laca y un encendedor, por haberle mirado fijamente.
En 2006, Sakevi diseñó el material gráfico del nuevo álbum de la banda hardcore World Burns To Death, titulado Totalitarian Sodomy.

## Discografía

### Apariciones en recopilatorios de varios artistas
- LP Outsider (City Rocker, 1982).
- LP Great Punk Hits - Rebel Street II (Japan Records, 1983).
- LP Hardcore Unlawful Assembly (AA Records, AA 004, 1984).
- MC "The Punx Tape" (J.I.C.C., 1985)[13]
- 2LP P.E.A.C.E. / War (Estados Unidos, RRadical Records, 12/84).

### Álbumes
- MLP Detestation (Dogma Records, DOG 1, 12/7/84)[14]
- LP M.A.N. (Military Affairs Neurotic) (Beast Arts, 3/87)[15]
- CD Detestation (Beast Arts, 1992). Reedición del primer álbum, con tres temas extra.
- CD Sonicrime Therapy (Beast Arts, 2002)[16]

### Vídeos
- Performance (Beast Arts, 21/6/85)[17]
- BOOTLEG 1986 (Beast Arts, 1986).
- Gay, Individual, Social Mean - Subj & Egos, chopped (Beast Arts, 6/4/95)[18]
- +R, Regicide Reverberation (Beast Arts, 2002)